# ネアズ海峡

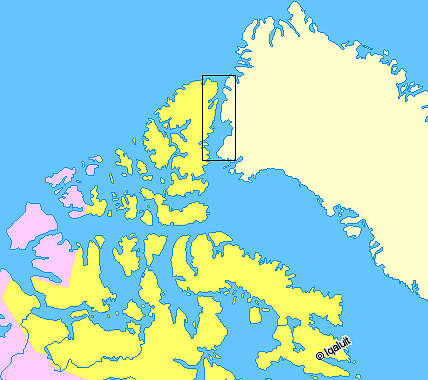
ネアズ海峡
グリーンランド
ヌナブト準州
ノースウエスト準州

ネアズ海峡、ナレス海峡、ナーレス海峡 (Nares Strait、デンマーク語：Nares Strædet) はカナダ領エルズミーア島とグリーンランドの間の海峡で、バフィン湾の一部であり、デーヴィス海峡とリンカーン海を結んでいる。ネアズ海峡は南からスミス海峡、ケイン湾、ケネディー海峡、ホール湾、ロブスン海峡で構成されている。
1964年にデンマーク政府とカナダ政府によって名前が決められた。
この海峡やその周辺海域は、海氷などにより船が航行するには非常に危険な海域である。だが、8月は砕氷船により航行可能になる。1948年以前はケイン湾の北まで無事に航海できた記録がある船は5隻だけである。
名前はイギリスの海軍士官ジョージ・ネアズに因んでいる。

海峡内にある小さな島ハンス島はカナダとデンマークが共に領有権を主張していたが、2022年6月14日に両国はハンス島の分割領有に合意した。